# Arteria thoracodorsalis

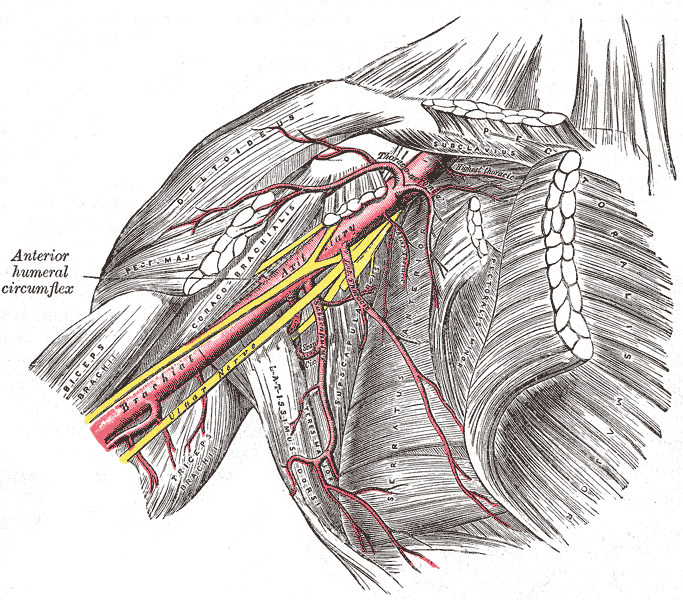
Die Arteria axillaris mit Abzweigungen

Die Arteria thoracodorsalis (lat. für ‚Brustkorb-Rücken-Schlagader‘) ist eine Arterie des Rumpfes. Sie entspringt der Arteria subscapularis und verläuft mit der Vena thoracodorsalis und dem Nervus thoracodorsalis zwischen seitlicher Brustwand und Musculus latissimus dorsi abwärts. Sie versorgt die Muskulatur der anliegenden Gebiete.